# Droga wojewódzka nr 508
Droga wojewódzka nr 508 (DW508) – droga wojewódzka łącząca Jedwabno z Wielbarkiem.

## Miejscowości leżące przy trasie DW508
- Jedwabno (DK58)
- Piduń
- Rekownica
- Wesołowo
- Głuch
- Wielbark (DK57)